# 广济桥 (北京)
40°01′30″N 116°21′00″E / 40.0251°N 116.350°E
广济桥，位于北京市海淀区清河南镇，是一座三孔联拱的明代石桥。原跨越清河，现跨越小月河。

## 历史

### 元明初建
元代清河一带是大都通往居庸关外大道上的重要渡口，元末曾修建季节性木桥。明永乐十四年（1416年），在昌平县天寿山修建皇陵时，全面修整了京城通往皇陵的道路。道路从德胜门起，经元大都的健德门、清河店（今清河镇）、沙河店（今沙河镇）、昌平县城至皇陵区。在此期间，重修了健德门桥及其以北的卧虎桥，并新建了广济桥。广济桥横跨清河，是明朝皇帝谒陵和通往塞北的交通要道。明朝景泰七年（1456年）全面维修，以后每隔数十年便会修缮。

### 近代维护
1937年，雨季洪水冲毁了桥上游原长百米的石砌驳岸, 在石桥西南岸溢流出槽，顺桥南的车道流向双泉堡和苇子坑一带。1939年，从德胜门外的功德林东口至清河镇东北处，在旧路之东新修一条土路，称“平张路南段新线”，后改名“德清路”。此后，广济桥南端逐渐被废弃，成为排水沟，导致石桥东南驳岸被冲出豁口。1949年前，桥由北平市工务局负责维修；同年4月起，转由北平市建设局接管养护。

1951年春，北京市建设局养路工程事务所对广济桥进行全面维修，清理了桥北端埋没的八字栏杆、燕翅上的垃圾，以及栏杆外金边上的泥土。此外，还清除了桥南燕翅、凤凰台及侧墙缝隙中的小树，并用水泥砂浆勾抹栏杆接缝。同时进行桥梁测绘并建立技术档案。
石桥属三拱联拱式，中孔略高于两边孔。桥面纵向断面坡度线呈正圆弧形竖曲线，两侧有节间式石栏杆，由望柱、栏板和抱石组成,每侧有望柱24根，其中八字栏杆望柱各2根（不含角柱）。西侧栏杆两端的抱鼓石丟失。
该桥为三孔联拱实心栏板石拱桥。桥体、泊岸以块石包砌，内用条石、城砖混砌，灌以白灰浆填缝，券石间用铁腰相连。桥面两侧有明代石望柱及望板，下为两座分水尖桥墩。
| 属性         | 实测数据 |
| ------------ | -------- |
| 全长         | 50.15米  |
| 桥身长度     | 36.8米   |
| 南北桥堍各长 | 6.66米   |
| 桥宽         | 12.46米  |
| 桥面净宽     | 11.5米   |
| 中孔跨径     | 6.37米   |
| 边孔跨径     | 5.87米   |

1963年7月24日，洪水冲塌了北孔西侧拱顶及其以上侧墙，部分金边和地伏落入水中，两桥墩下游部位也被冲毁。汛后，市市政工程管理处对北孔拱上损坏部位进行临时修复，并于1964年4月修复桥台后部及分水尖松动的石件。

### 迁址保护
1980年初，市水利局和规划管理局在拟定清河治理工程方案时，向市文物事业管理局提出拆除广济桥的建议。市文物局最初同意拆除，但桥梁养护部门提出应保留这座已有500多年历史的古桥，并征求了专家学者的意见。国家文物管理局最终通知保留广济桥。1981年春，市规划局、水利局、市政工程局、文物局和市市政设计院经过多次讨论，拟定将广济桥易地重建的方案，并报请市政府批准。新址选在原桥东南方的小月河上，桥的方向改为东西向。1983年3月 ，开始拆除原石桥。拆桥过程中，桥梁养护部门通过测量、拍照、记录等方式保存了石桥的内部构造，所有拆下的石件均逐一编号登记。1984年，广济桥被北京市人民政府公布为北京市文物保护单位。同年10月 ，广济桥重建工程开工。1985年6月，全部重建工程完成。
重建后，虽然桥长、桥宽、孔数、跨径及外露形式与原桥相同，但内部构造发生了变化，如：
- 桥台和桥墩基础改为单独的浅埋混凝土条形板块；
- 桥台和燕翅改为重力式石板砌体；
- 桥台和桥墩高度减少一层石板，取消了石板间的铁拉条；
- 桥台后部填石灰土，桥墩后部加长0.39米；
- 侧墙改为重力式石板墙，墙内填石灰土，燕翅墙与侧墙联砌成一体；
- 拱脚外增砌1.6米高的块石护拱；
- 原有的六道纵向联结石截断，改为两端外露的12个勾头石；
- 取消了石板海和驳岸等。

但重建终归使这座五百年古桥得以留存，广济桥仍然正常使用并可供观赏。